# Eilat Mazar
Eilat Mazar (10 de septiembre de 1956-25 de mayo de 2021), en hebreo אילת מזר, fue una investigadora perteneciente a la tercera generación de arqueólogos israelíes, especializada en Jerusalén y la civilización fenicia.

## Biografía
Colaboradora principal del Instituto de Arqueología del Centro Shalem (editor de la revista Azure). Trabajó en las excavaciones del Monte del Templo y en Aczib, y en la Universidad Hebrea de Jerusalén, donde obtuvo su doctorado en 1997. Era nieta del pionero de la arqueología israelí Benjamin Mazar. Fue madre de cuatro hijos y residió en Jerusalén.
El 4 de agosto de 2005 Mazar anunció el hallazgo en Jerusalén de lo que podría haber sido el palacio del bíblico rey David, el segundo soberano de la Reino unido de Israel y Judá, quien gobernó entre 1005 y 965 a. C. También referido como la "estructura de grandes piedras", el hallazgo de Mazar consiste en un edificio público de 30 m de lado fechado en el siglo X a. C., junto con un rollo de cobre, fragmentos cerámicos del mismo periodo y una bulla o sello estatal de Jucal, hijo de Selemías, hijo de Shevi, un funcionario del rey Sedecías mencionado al menos dos veces en el Libro de Jeremías. En julio de 2008 anunció el descubrimiento de un segundo sello, perteneciente a Gedalías, hijo de Pasur, quien es mencionado junto con Jucal en el mismo texto bíblico. La excavación fue patrocinada por el Centro Shalem y financiada por Roger Hertog, un banquero estadounidense de origen judío, mientras que el terreno es propiedad de la Fundación Ciudad de David (Ir David Foundation).
Amihai Mazar, profesor de arqueología en la Universidad Hebrea, y primo segundo de Mazar, calificó el descubrimiento de "milagro" y "fascinante, sea lo que sea".
Asimismo, en 2007 anunció el descubrimiento de los restos de una muralla que ha sido fechada gracias a fragmentos cerámicos hacia el siglo V a. C., la época del profeta Nehemías.

## Discurso
El discurso de Mazar, inspirado frecuentemente en la Biblia, ha sido una fuente de controversia entre ella y otros varios arqueólogos laicos. De acuerdo con la propia Mazar, 

Trabajo con la Biblia en una mano y las herramientas de excavación en la otra, e intento considerarlo todo.

Sin embargo, Israel Finkelstein y otros arqueólogos de la Universidad de Tel Aviv han mostrado su escepticismo respecto a la muralla: 

Como ella admite, los datos cronológicos registrados en sus excavaciones señalan que el terreno sobre el cual se erigía el sistema de fortificación de la Edad del Hierro que se extendía en esta área se hallaba en uso en los siglos VIII y VII a. C. No obstante, de acuerdo con las fuentes bíblicas, la muralla de la ciudad salomónica debe haber pasado por aquí, por tanto (ella mantiene que) el sistema de fortificación en cuestión debe ser salomónico por fecha.

No obstante, de acuerdo al profesor Avraham Faust, dicho artículo se escribió antes de que Mazar publicase todo el material de excavación, y que su publicación completa es suficiente evidencia para zanjar el debate a favor de la interpretación de Eilat Mazar sobre la datación del yacimiento.
Otro tipo de críticas también le han sido realizadas a Mazar por un epigrafista por su falta de caución, en el año 2008, sobre la interpretación del sello de Shelomit: 

En la precipitada carrera para presentar artefactos bíblicos al público o conectar descubrimientos con los más oscuros personajes o sucesos reseñados en la Biblia, existe a veces una tendencia a comprometer la prudencia analítica que merecen los objetos de ese valor tan singular.

## Publicaciones
- Mazar, Eilat; Yezerski, Irit (2015). The Summit of the City of David, Excavations 2005-2008: Final Reports Volume I. Area G (en inglés). Shoham Academic Research and Publication. ISBN 978-965-7726-00-6.
- Mazar, Eilat (2006). «Did I Find King David's Palace?». Biblical Archaeology Review. Vol. 32 (Núm. 1 (enero/febrero)): 16-27, 70. ISSN 0098-9444.
- _______. (2004). The Phoenician Family Tomb N.1 at the Northern Cemetery of Achziv (10th-6th Centuries BCE). Sam Turner Expedition. Final Report of the Excavations (Cuadernos de Arqueología Mediterránea 10), Barcelona.
- _______. (2003). The Phoenicians in Achziv, The Southern Cemetery. Jerome L. Joss Expedition. Final Report of Excavations 1988-1990 (Cuadernos de Arqueología Mediterránea 7), Barcelona.
- _______. (2003). "Final Report, The Temple Mount Excavations in Jerusalem", 1968-1978, Directed by Benjamin Mazar, Vol. I: The Byzantine and Early Islamic Periods (Qedem 43), Jerusalén.
- ________. (2002). The Complete Guide to the Temple Mount Excavations, Jerusalén.
- _______. y Mazar, B. (1989). "Excavations in the South of the Temple Mount". The Ophel of Biblical Jerusalem, Jerusalén.